# Brigadas Especiales de Seguridad de la Comunidad Autónoma de Madrid

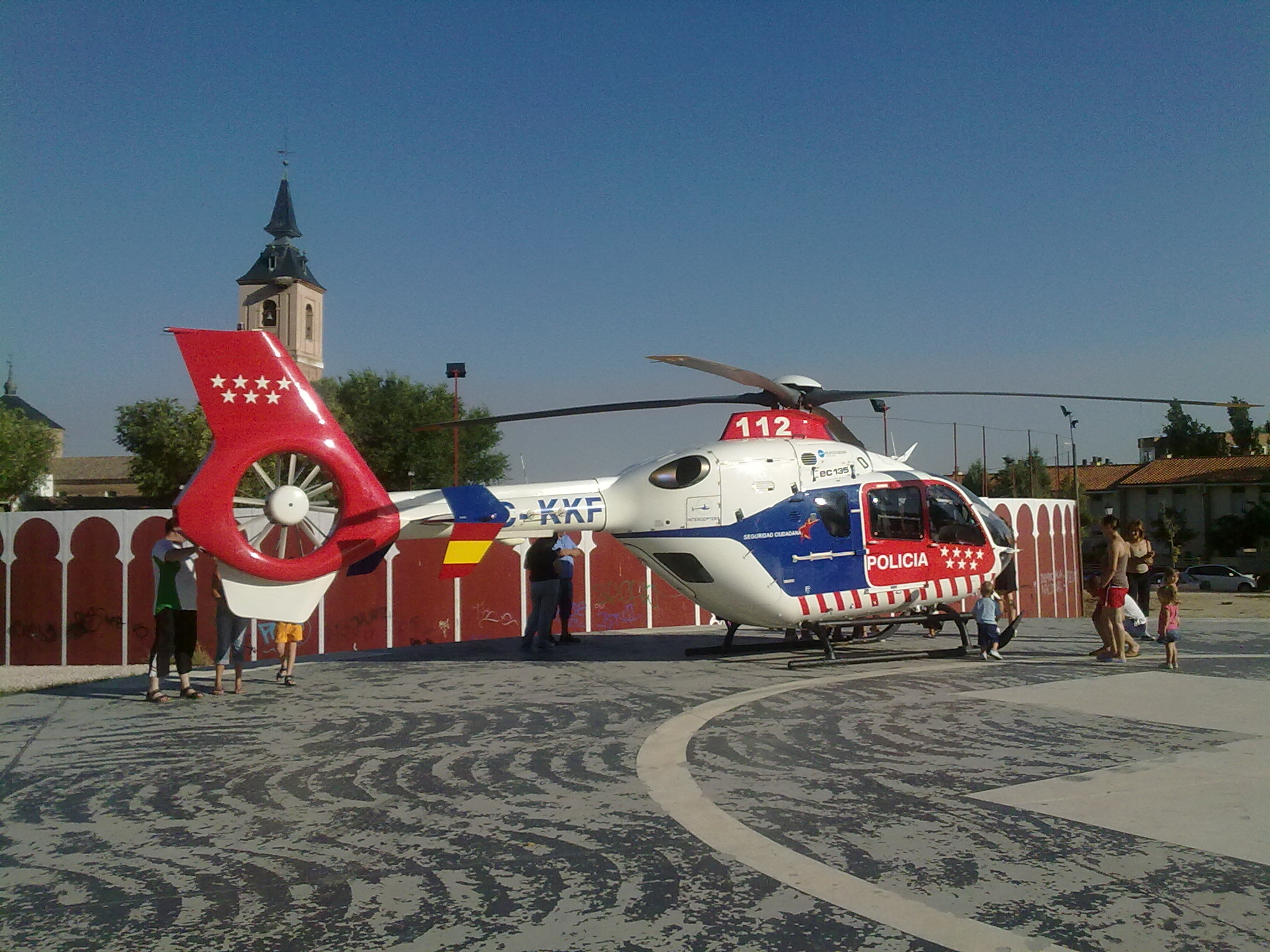
Helicóptero BESCAM en Daganzo de Arriba

Brigadas Especiales de Seguridad (BESCAM) es la denominación que recibió el proyecto de seguridad del Gobierno de la Comunidad de Madrid cuyo objetivo era financiar 2500 policías locales repartidos entre los distintos municipios de la Comunidad atendiendo a presuntos criterios técnicos, destacando especialmente los poblacionales, la situación geográfica o -en el caso de los que cuentan con menos de 25.000 habitantes- teniendo en cuenta el incremento demográfico estacional que padecen, u otros factores como la baja ratio policial, el desarrollo industrial y el crecimiento urbanístico. A principios de 2008, 2.500 agentes, repartidos en 102 localidades madrileñas que cuentan con un cuerpo de policía local, integraban estas brigadas.

## Creación
Las BESCAM fueron creadas en el año 2004 por iniciativa del gobierno autonómico, presidido por Esperanza Aguirre, y el presidente de la Federación de Municipios de Madrid (FMM), Luis Partida, mediante la firma de un convenio marco entre la Comunidad y los distintos municipios en los que se despliegan dichas brigadas al mando de sus respectivos alcaldes. El convenio contempla la financiación por parte de la Comunidad de Madrid del personal y medios materiales necesarios para la lucha contra la inseguridad ciudadana.

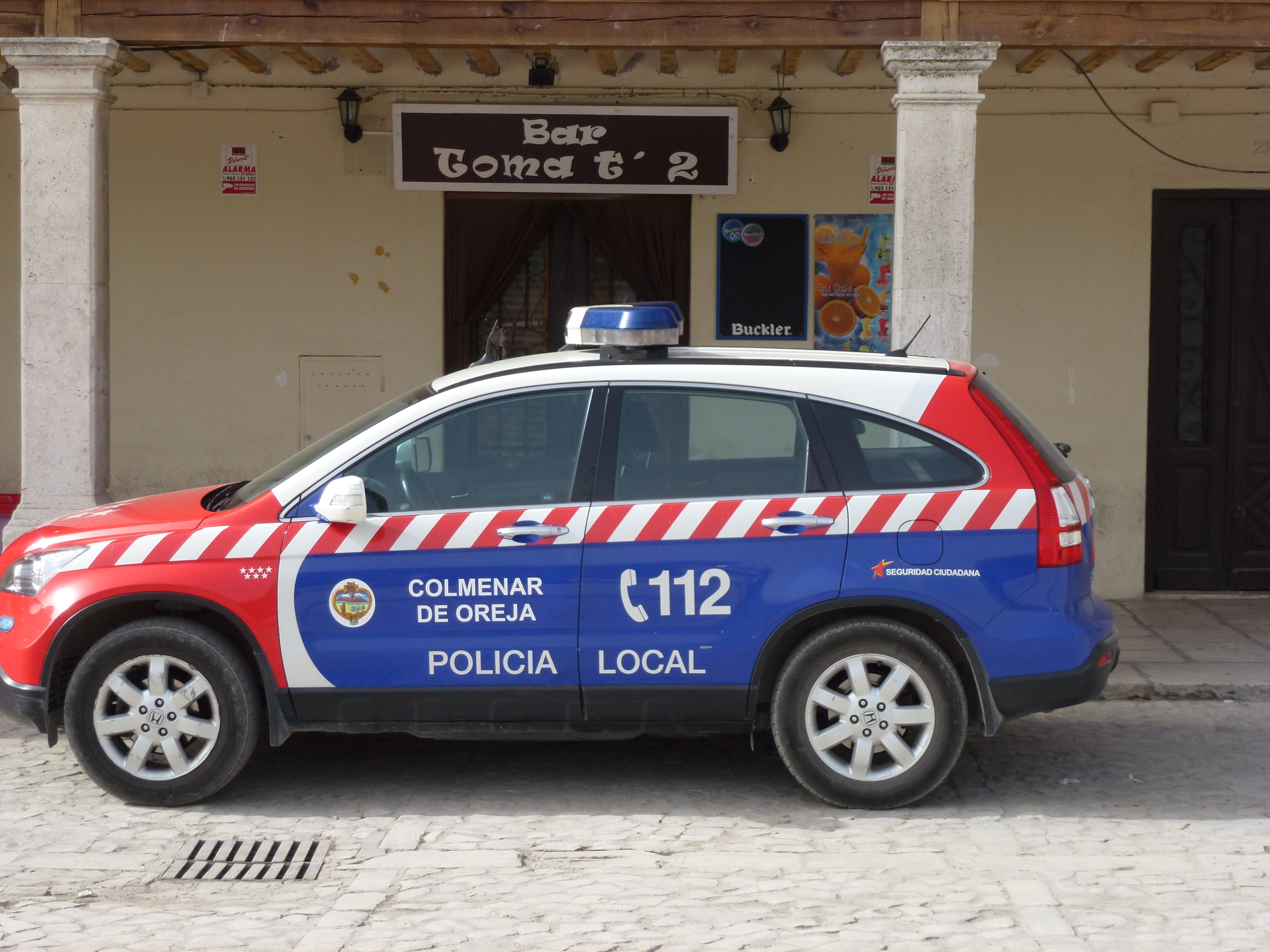
BESCAM. Colmenar de Oreja, Comunidad de Madrid, España.

## Objetivos
Los objetivos de dicho plan son la garantía de la seguridad ciudadana como la primera responsabilidad de los poderes públicos y garantizar el libre ejercicio de los derechos fundamentales de todos los ciudadanos en sociedad.
Dado que el gobierno de la Comunidad de Madrid no tiene competencias para la creación de una policía autonómica propia, tal y como sucede en País Vasco, Navarra, Cataluña y Comunidad Valenciana, la Comunidad de Madrid firma un acuerdo con cada ayuntamiento en el que se pone en marcha una brigada. Las BESCAM, por tanto se consideran parte de la policía local, pese a que los agentes de estos cuerpos tienen uniformes y vehículos propios y realizan su formación de forma separada.

## Características
Los policías locales cuyas plazas pertenecen a las fases Bescam reciben su formación en la Academia de Policía de la Comunidad de Madrid siendo esta idéntica a la  recibida por los policías locales que no forman parte de este proyecto y que no estaban destinados exclusivamente a la seguridad ciudadana, entre sus funciones se encuadran todas las que la Ley otorga a la policía, su uniforme y equipo de dotación es el mismo que se venía usando en las anteriores plantillas, el sueldo, las condiciones laborales y los mandos jerárquicos son exactamente los mismos que los policías locales que no pertenecen a las plazas Bescam, redundando todo ello en un servicio homogéneo hacia el ciudadano.
Este hecho no influye en la actual situación, en la que cada municipio tiene un convenio diferente, con sus condiciones laborales específicas, sueldo, equipo de dotación, normas internas e incluso directrices a la hora de ejercer sus funciones que podrán ser adaptadas a las peculiaridades de cada municipio, siempre y cuando se cumplan las normas básicas que expone la mencionada Ley 1/2018 la Ley Orgánica 2/1986, de 13 de marzo, de Fuerzas y Cuerpos de Seguridad.

## Desarrollo
092
La puesta en marcha de las BESCAM suscitó cierta polémica en torno a si se trataba de una Policía independiente o encuadrada dentro de la Policía local existente en cada municipio. 
Con objeto de disipar dudas, Alfredo Prada, entonces vicepresidente segundo de la Comunidad de Madrid y consejero de Justicia e Interior explicó que “las BESCAM son un proyecto en materia de seguridad, sin asumir más competencias por parte de la Comunidad y con el fin de que haya 5.500 policías más en la calle. Hemos firmado convenios con el Ministerio de Interior para 3.000 nuevos policías nacionales, y convenios con los alcaldes para 2.500 nuevos policías locales. Las BESCAM es un proyecto mediante el cual la Comunidad de Madrid quiere implicarse presupuestaria y políticamente en la seguridad ciudadana. Pero no significa una nueva Policía, ni un nuevo modelo policial, ni nuevas competencias para la Comunidad. Queremos buscar fórmulas abiertas a la participación de los demás para el desarrollo de este proyecto. Y como la seguridad es tan importante para los ciudadanos, se debe dejar al margen el interés partidista y llegar a un consenso”.

## Fases del desarrollo

### Fase 0 piloto
Se inicia en el año 2004 con 60 miembros en la base operativa de Móstoles, pionero en la implantación de este proyecto.

### Fase 1
En el año 2005 se pone en marcha la primera fase del Proyecto de Seguridad Ciudadana de la Comunidad de Madrid, con 570 agentes y 16 municipios: El Escorial, Boadilla del Monte, Arganda del Rey, Colmenar Viejo, San Fernando de Henares, Rivas-Vaciamadrid, El Álamo, Parla, Coslada, Pozuelo de Alarcón, Alcobendas, Torrejón de Ardoz, Alcalá de Henares, Fuenlabrada, Getafe, Alcorcón y Leganés. Cada uno de estos Ayuntamientos tiene asignado un grupo de la Bescam.

### Fase 2
También en el año 2005. Son un total de 370 agentes más, distribuidos en 15 municipios: Algete, Aranjuez, Galapagar, Guadarrama, Mejorada del Campo, Pinto, Torrelodones, Tres Cantos, Valdemoro, Villanueva de la Cañada, Villaviciosa de Odón, Collado Villalba, Las Rozas de Madrid, Majadahonda y San Sebastián de los Reyes.

### Fase 3
Iniciada el 3 de noviembre de 2005, suma 2 nuevas localidades, Ciempozuelos y Navalcarnero, y 440 nuevos Policías que reforzarán las 34 bases operativas existentes.
El 1 de diciembre de 2005 un helicóptero de las BESCAM sufrió un accidente tras despegar de la plaza de toros de Móstoles. Seis personas iban a bordo, entre ellas la presidenta de la Comunidad de Madrid, Esperanza Aguirre, el presidente del Partido Popular, Mariano Rajoy, y el alcalde de Móstoles, Esteban Parro. No hubo víctimas mortales y solamente dos resultaron heridos leves.

### Fase 4
En noviembre del 2006 entraron en la Academia los nuevos alumnos que al finalizar sus estudios se incorporaron a las plantillas policiales de San Martín de la Vega, Humanes de Madrid, El Escorial, Alpedrete, Meco, Villanueva del Pardillo, Moralzarzal, Velilla de San Antonio, Valdemorillo, Arroyomolinos, San Agustín de Guadalix, Brunete, Griñón, Soto del Real, Cercedilla, Robledo de Chavela y Valdemoro.

### Fase 5
A lo largo de 2007 el proyecto de Seguridad Ciudadano se extendió ya a 102 municipios de la Región. Así, al medio centenar de localidades ya incluidas en este proyecto, se incorporaron 52 nuevos municipios, en los que prestan servicios de seguridad ciudadana 500 policías locales. Se cumple de esta forma el compromiso del Gobierno Regional de acercar el Proyecto de Seguridad Ciudadana a todas aquellas localidades de la región que cuentan con policía local, excepto la capital, poniendo así al servicio de los madrileños 2.500 nuevos agentes de policía.

## En la actualidad
El 30 de diciembre de 2020 se anunció el fin del proyecto de las BESCAM para dar paso a la nueva Estrategia de Seguridad Integral en la Comunidad de Madrid: la ESICAM179, como paraguas de actuación en un horizonte a medio plazo, dirigido a los ciento setenta y nueve municipios de la Comunidad de Madrid.